# Могоча (приток Осени)
Могоча — река в Тверской области на северо-западе европейской части Российской Федерации, сливаясь с рекой Мелеча образует реку Осень (бассейн Волги). Протекает по территории Краснохолмского, Молоковского и Бежецкого районов.
Длина — 106 км, площадь водосборного бассейна — 1880 км². Средний расход воды — 8,8 м³/с. Вскрывается в первой половине апреля, ледостав во второй половине ноября.
Исток Могочи в районе села Грудино (Краснохолмский район). Протекает река по равнинной местности, почти лишённой лесов, болот и озёр.

## Притоки
(указано расстояние от устья)
- 4,8 км: река Уйвешь (Уйсвешь) (лв)
- 19 км: река Елешня (лв)
- 50 км: река Лойка (пр)
- 63 км: река Бобровка (лв)
- 72 км: река Медведка (лв)
- 74 км: река Неледина (пр)
- 78 км: ручей Чернь (Чернуха) (пр)

## Список рек бассейна Могочи
Систематический перечень рек бассейна. Формирование перечня проходило по принципу: река — приток реки — приток притока и так далее. Порядок притоков отсчитывается от истока к устью. Включены все притоки, именованные на топокартах масштаба 1:100 000, указаны листы карты, на которых показаны реки

→ Левый приток

← Правый приток
- исток
- → Загорода 0-37-75
- ← Воюшка 0-37-75
- → Посотня 0-37-75
- ← Чернуха 0-37-63
- ← Неледина 0-37-63
  - ← Ремяска 0-37-63
    - ← Неглянка 0-37-63
- → Медведка 0-37-74, 0-37-62, 0-37-63
  - ← Чернушка 0-37-75, 0-37-63
- → Бобровка 0-37-62
  - ← Серебрянка 0-37-62
    - → Бахвалка 0-37-62
- → Ввозка 0-37-62
  - ← Хвастуша 0-37-62
- ← Колпинка 0-37-63, 0-37-62
  - ← Лоток 0-37-62
- ← Лойка 0-37-63, 0-37-62
  - ← Частуха 0-37-63
    - → Чепурка 0-37-63

  - → Плашиха 0-37-63
  - ← Усоха 0-37-62
  - ← Сдериха 0-37-62
  - → Чернуха 0-37-63, 0-37-62
  - ← Красиха 0-37-63
  - → Решетиха 0-37-63, 0-37-62
    - ← Гремучий 0-37-63
    - → Рогатка 0-37-63
    - ← Григорка 0-37-63
    - ← Алексеевский 0-37-62
    - ← Лёгкий 0-37-62
    - ← Куров 0-37-62
- → Уенка 0-37-62
- → Елешня 0-37-62
- → Уйвешь 0-37-74, 0-37-73
  - → Полюдовский 0-37-74
  - → Каменка 0-37-74
    - ← Флор 0-37-74
    - ← Ситьково 0-37-74

  - ← Сгоща 0-37-74
    - → Ильинка 0-37-74

  - ← Лизенка 0-37-74
  - → Поника 0-37-74
  - ← Сиглина 0-37-62, 0-37-74
- устье